# Я, божевільний
Я, божевільний — фільм жахів 1989 року.

## Сюжет
Молода жінка Вірджинія захоплена читанням роману жаху. Подумки вона ототожнює себе з героїнею, яку переслідує охоплений пристрастю маніяк. Літературний монстр несподівано проривається у реальний світ, здійснюючи вбивства, раніше описані на сторінках роману. І головна його ціль — Вірджинія.